# Arlington Heights (Ohio)
Pour les articles homonymes, voir Arlington Heights et Arlington.
Arlington Heights est un village américain situé dans le comté de Hamilton, dans l'Ohio. Selon le recensement de 2010, sa population est de 745 habitants.